# 1/10
1/10（10分の1、じゅうぶんのいち）は、有理数のうち0と1の間にある数であり、10の逆数である。

## 数学的性質
- 1/2×5 になるので、素因数が複数となる単位分数では分母が二番目に小さい（値としては大きい）。分母が最小（値としては最大）のものは 1/2×3 の 1/6である。
- 十進法は 1/10となる分数であり、1 ÷ 10 に等しい。
- 1/A（十進数1/10）が有限小数になるN進法は、2と5が素因数に含まれるN進法に限られる。

## その他1/10に関すること
- 割合において、10%は十分の一に当たり、十分の一を1割という。
- 1st Battalion 10th Marines
- 十分の一税
- 十分の一刑

## 符号位置
Unicodeで表記することも可能。OS X MavericksおよびWindows 8.1では最初から表示に対応している。それ以外の環境であれば、ARIB外字をUnicodeでサポートしたフォントなどが必要。
| 記号 | Unicode | JIS X 0213 | 文字参照         | 名称    |
| ---- | ------- | ---------- | ---------------- | ------- |
| ⅒    | U+2152  | -          | &#x2152; &#8530; | 10分の1 |